# Фаткуллин, Ильдар Раилевич
Ильдар Раилевич Фаткуллин (баш. Ильдар Раиль улы Фәтхуллин; род. 16 октября 1982 года, Уфа) — российский спортсмен, член олимпийской сборной команды России по прыжкам на лыжах с трамплина на Олимпиаде в Солт-Лейк Сити и в Турине. Мастер спорта России международного класса.

## Спортивные достижения
- Семикратный чемпион России;
- Победитель кубка России.

## Биография
Выступал за уфимский клуб «Локомотив». С 1999 года входил в состав национальной сборной России. По окончании спортивной карьеры перешёл на тренерскую работу.
В последние три года работал в тренерском штабе сборной России. А в июне 2012 года был назначен главным тренером юниорской сборной России по прыжкам с трамплина.